# Lista över borgmästare i Kalmar
Detta är en lista över  Kalmar stads borgmästare.

## Borgmästare i Kalmar
Borgmästare i Kalmar stad före 1971.
| Ämbetstid | Namn                   | Levnadstid | Övrigt |
| --------- | ---------------------- | ---------- | ------ |
| 1838–1847 | Carl Lundstedt         | 1780–1847  |        |
| 1848–1852 | Gustaf Ephraim Engzell | 1793–1864  |        |
| 1852–1876 | Anders Håkan Frick     | 1794–1877  |        |
| 1877–1909 | Alfred Hagman          | 1841–1909  |        |
| 1910–1931 | Oscar Cassel           | 1871–1931  |        |
| 1934–1963 | Yngve Malmquist        | 1896–1963  |        |
| 1964–1970 | Sune Hellroth          | 1909–2001  |        |

### Justitieborgmästare
| Ämbetstid | Namn                     | Levnadstid | Övrigt |
| --------- | ------------------------ | ---------- | ------ |
| 1649–1667 | Johan Eric Rosenlund     | –1667      |        |
| 1667–1679 | Peter Häll               | –1679      |        |
| 1680–1692 | Mattias Robeck           | 1631–1692  |        |
| 1692–1708 | Lars Ericson Rosenlund   | –1708      |        |
| 1709–1719 | Lars Bergstedt           | –1722      |        |
| 1719–1731 | Hans Johansson Tesche    | –1731      |        |
| 1731–1742 | Bengt Beckmark (Beckman) | 1685–1742  |        |
| 1742–1757 | Anders Bergström         | 1676–1757  |        |
| 1758–1794 | Jacob Engeström          | –1795      |        |
|           | Anders Lind              | 1733–1793  |        |
| 1795–1832 | Johan Gabriel Roosval    |            |        |

### Politieborgmästare
| Ämbetstid | Namn                       | Levnadstid | Övrigt |
| --------- | -------------------------- | ---------- | ------ |
| 1651–1673 | Mårten Hansson             |            |        |
| 1673      | Olof Glaen                 | –1673      |        |
| 1673–1680 | Jonas Björk                |            |        |
| 1680–1712 | Didrik Mühlenbruck         | 1628–1712  |        |
| 1719–1733 | Oluf Gallatz               | –1733      |        |
| 1734–1746 | Casper Didrik Hoppenstedt  |            |        |
| 1746–1755 | Lorentz Möller             | –1755      |        |
| 1756–1780 | Sven Bruun                 |            |        |
| 1771–1786 | Gabriel Klint              | 1727–1786  |        |
| 1786–1792 | Baltzar Esaias Hoppenstedt | 1750–1795  |        |
| 1796–1800 | G. Dahl                    | –1800      |        |
| 1801–1837 | Georg Ahlberg              | 1759–      |        |

### Handelsborgmästare
| Ämbetstid | Namn       | Levnadstid | Övrigt |
| --------- | ---------- | ---------- | ------ |
| –1673     | Olof Glaen | –1673      |        |

### Övriga
| Ämbetstid | Namn                       | Levnadstid | Övrigt |
| --------- | -------------------------- | ---------- | ------ |
| 1389–1417 | Hinric Remscher            | –1417      |        |
| 1389–1415 | Johan Behr                 | –1415      |        |
|           | Johan Brask                |            |        |
| 1408      | Johan Skrivare             |            |        |
| 1412      | Henric Skytte              |            |        |
| 1412–1415 | Henric Behr                |            |        |
| 1413–1426 | Albert Skrivare            | –1426      |        |
| 1603–1604 | Håkan Gudmundson           | –1604      |        |
| 1611–1619 | Anders Jönsson             |            |        |
| 1614–1624 | Lucas Marcuson             |            |        |
| 1610–1614 | Lars Pederson              |            |        |
| 1610–1617 | Lars Per Olson             |            |        |
| 1616–1624 | Lars Per Olson (den äldre) |            |        |
| 1624–1630 | Oluf Pederson              |            |        |
| 1627–1633 | Jöns Jönsson               |            |        |
| 1627–1630 | Jöns Jönsson Guldsmed      |            |        |
| 1624–1641 | Nils Kråk                  | 1594–1670  |        |
| 1641      | Mathis Nilson              |            |        |
| 1630–1641 | Hans Silfverlåås           | –1654      |        |
| 1641–1649 | Johan Rodde                | –1679      |        |
| 1641–1649 | Börje Olson                |            |        |
| 1644–1649 | Hans Silfverlåås           | –1654      |        |